# 広上淳一
広上 淳一（ひろかみ じゅんいち、1958年5月5日 - ）は、日本の指揮者。東京音楽大学教授。京都市立芸術大学客員教授。東京都生まれ。

## 人物・来歴
- 1977年、湘南学園高校音楽コース卒業。
- 1979年、東京音楽大学入学。指揮を汐澤安彦、作曲・ピアノを尾高惇忠に師事。
- 1982年、第17回民音指揮コンクール（現・東京国際指揮者コンクール）入選、日本指揮者協会奨励賞を受賞。この時の1位は十束尚宏、2位に大野和士、3位小田野宏之、入選者に山下一史という、才能豊かな若手が多数参加していた。このコンクールの本選が日本フィルハーモニー交響楽団との初共演。
- 1983年、東京音楽大学卒業と同時に名古屋フィルハーモニー交響楽団アシスタント・コンダクター就任。外山雄三の下、1年間同ポストを務める。この名古屋フィルアシスタント・コンダクター・オーディションの最終選考には、広上以外にもう1人、当時京都市立芸術大学フルート科に在学中の佐渡裕が残り、ポストを争った。
- 1984年、第1回キリル・コンドラシン国際青年指揮者コンクールで審査員全員一致により優勝。同コンクールの審査員の一人であったウラディーミル・アシュケナージの推薦で、翌1985年に「アシュケナージ＝N響 ピアノ協奏曲コンサート」でNHK交響楽団を指揮して日本デビュー。
- 1986年以降、キリル・コンドラシン国際青年指揮者コンクールの優勝[1]によって、フランス国立管弦楽団、ベルリン放送交響楽団、イスラエル・フィルハーモニー管弦楽団、ロイヤル・フィルハーモニー管弦楽団、ロンドン交響楽団、ロイヤル・コンセルトヘボウ管弦楽団、バイエルン放送交響楽団などヨーロッパのオーケストラへの客演が始まる。
- 1988年、日本フィルハーモニー交響楽団東京定期演奏会で、マーラーの交響曲第6番を指揮、日本フィルへの正式デビューを飾る。
- 1989年、バリー・ダグラスのピアノの伴奏でロンドン交響楽団と初録音（リストのピアノ協奏曲集）。以降、RCA、BIS、ファンハウス、DENON、キングレコードなどから30枚近いCDを発売。
- 1989年、シドニーのオペラ・オーストラリアでヴェルディの『仮面舞踏会』を指揮。初めてのオペラ指揮となる。
- 1991年7月7日、朝比奈隆の代役で、ウィーン・コンツェルトハウス大ホールで行われたウィーン交響楽団特別公演を指揮。これがウィーン・デビューとなる。
- 1991年 - 1995年 ノールショピング交響楽団首席指揮者[1]。同楽団とは1994年9月、日本ツアーを行い10公演を指揮。
- 1991年 - 2000年 日本フィルハーモニー交響楽団正指揮者[1]。
- 1994年度渡邉暁雄音楽基金音楽賞受賞。
- 1997年 - 2001年 ロイヤル・リヴァプール・フィルハーモニー管弦楽団首席客演指揮者。
- 1998年 - 2001年 マーストリヒト・リンブルフ交響楽団首席指揮者。
- 2001年から半年の休養を宣言し、全てのポストを辞任。活動停止は複数年に及んだ。その後、フリーとして各地のオーケストラへ客演し活動を再開。
- 2005年5月、アメリカ・オハイオ州のコロンバス交響楽団に初客演。音楽監督を選考していた楽員の注目を集め、9月の新シーズン開幕コンサートの指揮者に抜擢される。この2回の成功が決め手となり、2006年1月17日、コロンバス交響楽団第7代音楽監督への就任が発表される。
- 2006年6月からコロンバス交響楽団音楽監督に着任。
- 2007年8月30日、サイトウ・キネン・フェスティバル松本に客演し、ラフマニノフの交響曲第2番を演奏。
- 2008年4月より、京都市交響楽団の常任指揮者に就任[2]。2014年4月より常任指揮者兼ミュージック・アドヴァイザー、2020年4月より常任指揮者兼芸術顧問。
- 2008年11月13日、コロンバス交響楽団音楽監督を離任[3]。楽団員の雇用を守る側に立ち、理事会と鋭く対立したための解任であった。
- 2011年4月より、群馬交響楽団の友情客演指揮者に就任（2013年3月まで）。
- 2013年4月より、京都市立芸術大学客員教授に就任。
- 2015年3月、広上が常任指揮者に就任してからの京都市交響楽団は驚異的な能力の向上を遂げたとして、京都市交響楽団とともに「第46回（2014年度）サントリー音楽賞」を受賞[4]。
- 2016年11月、卓越した音楽性とユニークな力強い演奏により、共演を重ねたNHK交響楽団の声価を高めることに貢献したとして、第36回有馬賞を受賞[5]。
- 2017年4月より、札幌交響楽団の友情客演指揮者に就任[6]（2022年4月から友情指揮者[7]）。
- 2020年4月より、京都コンサートホール館長に着任（2024年4月からミュージックアドバイザー）。
- 近年[いつ?]京都市交響楽団を通じて、京都市少年合唱団との共演も行なっている。
- 2021年9月より、日本フィルハーモニー交響楽団のフレンド・オブ・JPO（芸術顧問）に就任[8]。
- 2022年3月、京都市交響楽団常任指揮者兼芸術顧問を退任。
- 2022年9月より、オーケストラ・アンサンブル金沢のアーティスティック・リーダーに就任[9]。
- 2025年1月より、マレーシア・フィルハーモニー管弦楽団の音楽監督に就任[10][11]
- 2025年3月、能登半島地震の被災地における音楽による復興支援活動による成果を評価されて、第75回芸術選奨文部科学大臣賞受賞[12]。

## エピソード
- 中学生の時は同年代のアイドルであった山口百恵や森昌子、桜田淳子らの追っかけをしていた[13]。特に桜田淳子に夢中になり彼女のステージは音楽の熱気と力を強く信じる原体験となった[14]。

## テレビ出演等
- 2015年2月14日『SWITCHインタビュー 達人達 』（NHK・Eテレ）
- 2017年12月31日『東急ジルベスターコンサート 』（テレビ東京）